# Twitch Plays Pokémon
Twitch Plays Pokémon (lit. Twitch juega a Pokémon) es un experimento social realizado en el canal homónimo de la página web de emisión de vídeos en directo Twitch, que consiste en un intento de jugar simultáneamente en tiempo real, escribiendo comandos de acción para el personaje a través de la sala de chat del canal, a los videojuegos de Pokémon de Game Freak y Nintendo. Tiene el Record Guiness Mundial por tener el mayor número de participantes en un videojuego en línea para un solo jugador con 1.165.140.
El concepto fue desarrollado por un programador australiano anónimo y lanzado el 12 de febrero de 2014, comenzando por el juego Pokémon Rojo. La emisión se volvió sorprendentemente popular, alcanzando una media de 80.000 espectadores simultáneos, de los que al menos el 10% participaban activamente. El 20 de febrero del mismo año, la emisión alcanzó un total de 20 millones de espectadores, con un pico de 120,000 espectadores simultáneos y aproximadamente 658.000 usuarios participando. El 1 de marzo de 2014, el juego fue completado después de más de 16 días de juego continuo; Twitch estimó que más de 1,16 millones de personas participaron, con un pico de participación simultánea de 121.000, y con un total de 55 millones de vistas durante el experimento. El 5 de diciembre de 2014, Twitch Plays Pokémon recibió un premio al juego en la categoría de Mejor Creación hecha por Fans.
El experimento ha ganado atención de los medios de comunicación y del personal de Twitch por su interactividad, su naturaleza errática y caótica, los grandes retos a los que los usuarios se deben enfrentar debido a la mecánica del sistema (y que los hace enfrentarse a la difícil tarea de llegar a acuerdos entre la masiva población para avanzar en el juego) y a la comunidad y los memes desarrollados por los participantes. Todo ello, sumado a una idiosincrasia propia, lo diferencia de la línea argumental normal de los videojuegos originales de la saga.Twitch, como empresa, utilizó el experimento para explorar cómo podían hacer la retransmisión más interactiva para los espectadores y así ampliar su oferta. Tras la finalización de Pokémon Rojo, la emisora continuó el canal con muchos otros juegos de la serie Pokémon junto con ROMs modificadas no oficiales. La emisora tiene planes de continuar con otros juegos de Pokémon mientras siga habiendo interés en el canal. El éxito del experimento llevó a la creación de varias cadenas similares basadas en Twitch para otros juegos, y llevó a Twitch a promover más cadenas que tuvieran una interactividad similar con los espectadores.
Otra de las actividades que ofrece el juego son batallas con apuestas depositas una cantidad de puntos y cuando participes obtendrá o perderá puntos existen casos en las que puedes hacer un todo o nada y tener la posibilidad de tenerlo todo o no tener nada esta actividad se lleva a cabo casi todo el tiempo
También contamos con un sistema de anarquía o de democracia los cuales casi siempre esta en anarquía en el cual gobierna el caos pero todo el mundo con mismas condiciones y derechos pueden ejecutar el comando mientras que el otro modo solo unos pocos o los que más privilegios tengan en el canal serán los que participen limitando el tráfico de comandos haciendo que los únicos válidos sean aquellos que ayuden avanzar y no a retroceder este modo no es algo que comúnmente se use solo salvo que estemos en la recta final del juego o cuando han pasado muchos días y no han podido hacer progreso alguno